# Frontera entre Bòsnia i Hercegovina i Montenegro
La frontera entre Bòsnia i Hercegovina i Montenegro es la frontera internacional terrestre entre Montenegro i Bòsnia i Hercegovina. Transcorre en direcció nord-est-sud-est separant els municipis montenegrins de Pljevlja, Plužine, Nikšić, Kotor i Herceg Novi de la República Sèrbia de Bòsnia i Hercegovina.

## Traçat
Comença al seu extrem septentrional al trifini entre ambdós estats i Sèrbia, dels Alps Dinàrics fins al nord de Sandžak, on hi ha els cims més alts del país, el Volujak (2,336 m) i el Maglić (2368 m), al Parc Nacional de Sutjeska. D'allí segueix cap al sud-oest a través del riu Trebišnjica fins als cims Orjen i Bijela Gora (Jastrebica, 1862 m) i la Bjelotina amb el Sitnica (950 metres) a uns vuit kilòmetres del trifini entre Bòsnia i Hercegovina-Montenegro-Croàcia (al comtat de Dubrovnik-Neretva, on hi ha Dubrovnik), quasi al litoral del mar Adriàtic, a la badia de Kotor.

## Història
La frontera segueix els antics límits administratius otomans, i llevat Kotor, després de l'ocupació de Bòsnia i Hercegovina el 1878 també era la frontera sud-est d'Àustria-Hongria amb el regne de Montenegro. Ambdós territoris es van incorporar al regne de Iugoslàvia després de la Primera Guerra Mundial i a la República Federal de Iugoslàvia després de la Segona Guerra Mundial. Es va convertir en frontera internacional després de la dissolució de Iugoslàvia en 1991, inicialment com a part de la frontera entre Bòsnia i Hercegovina i la República Federal de Iugoslàvia (després Sèrbia i Montenegro), i des de 2006 entre Bòsnia i Montenegro. Segons les conclusions de la Comissió Badinter, creada a proposta de la llavors Comunitat Europea i presidida pel jutge constitucional francès, Robert Badinter, es va declarar com a frontera estatal la frontera anterior.

## Passos fronterers

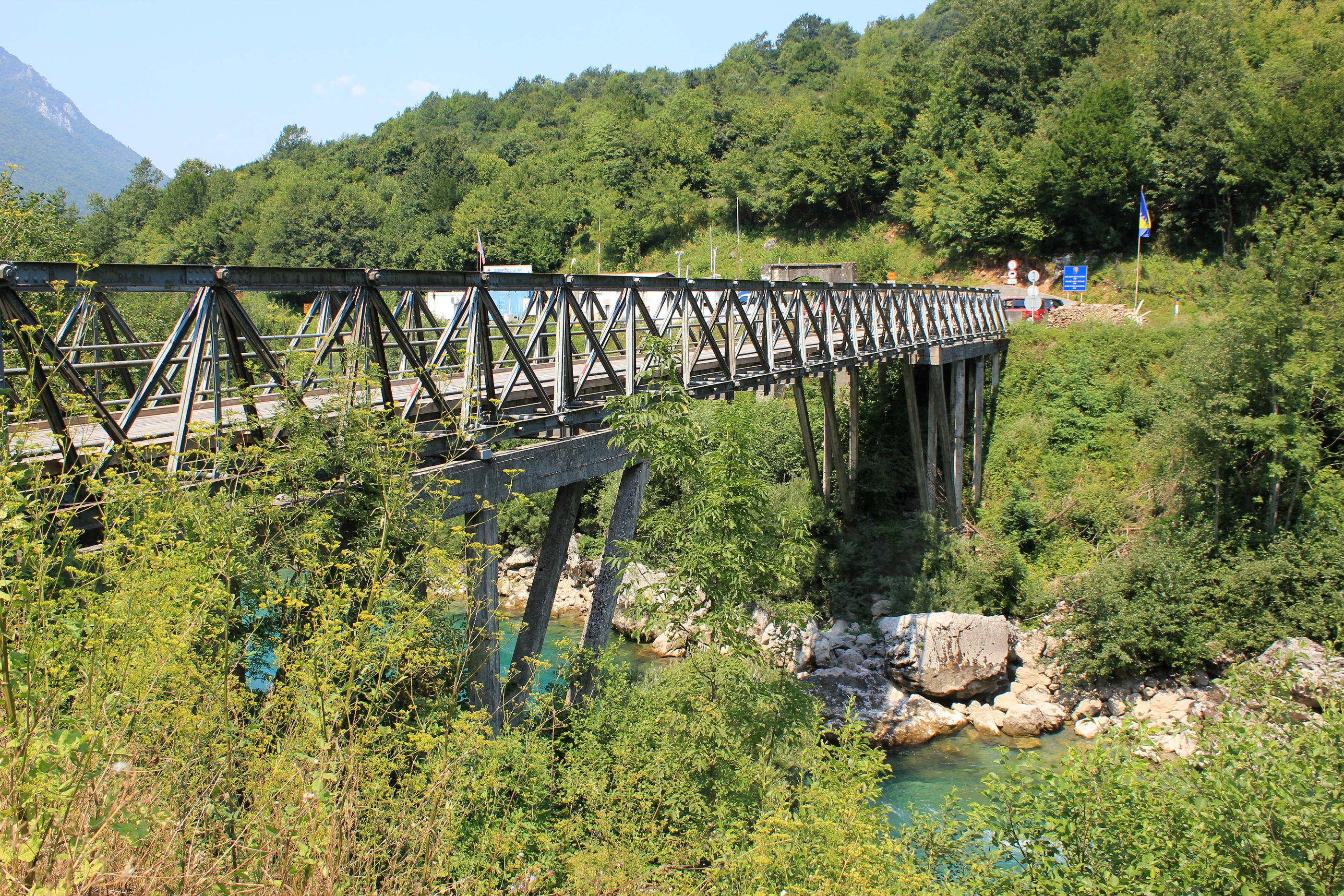
pont fronterer sobre el Tara per Šćepan Polje

Els principals fronterers entre els dos països són (primer la part bosniana):
- Zupci-Sitnica a la carretera Trebinje– Herceg Novi
- Klobuk-Ilino Brdo a la carretera Trebinje – Nikšić
- Deleuša-Vraćenovići a la carretera Bileća – Nikšić
- Hum-Šćepan Polje a la carretera Foča – Nikšić
- Metaljka a la carretera Goražde – Pljevlja